# Roy Goodall
Roy Goodall, né le 31 décembre 1902 à Dronfield (Angleterre), mort le 19 janvier 1982, était un footballeur anglais, qui évoluait au poste de défenseur à Huddersfield Town et en équipe d'Angleterre.
Goodall n'a marqué aucun but lors de ses vingt-cinq sélections avec l'équipe d'Angleterre entre 1925 et 1933. 

## Carrière
- 1921-1937 : Huddersfield Town

## Palmarès

### En équipe nationale
- 25 sélections et 0 but avec l'équipe d'Angleterre entre 1925 et 1933.

### West Bromwich Albion
- Vainqueur du Championnat d'Angleterre de football en 1924, 1925 et 1926.
- Vainqueur de la Coupe d'Angleterre de football en 1922.
- Vainqueur du Charity Shield en 1922.